# Erioptera (Erioptera) meijerei
Erioptera (Erioptera) meijerei is een tweevleugelige uit de familie steltmuggen (Limoniidae). De soort komt voor in het Palearctisch gebied.